# Promised You a Miracle
Promised You a Miracle är en låt av den brittiska gruppen Simple Minds. Den utgavs 1982 som den första singeln från albumet New Gold Dream (81-82-83-84) och blev gruppens första framgång på brittiska singellistan där den nådde 13:e plats och låg elva veckor på listan. Den innebar också gruppens första framträdande i TV-programmet Top of the Pops. Singeln blev även en hit i Sverige där den nådde 17:e plats på Sverigetopplistan.
Låten har beskrivits som en elektronisk danslåt driven av en kombination av Michael MacNeils rytmiska keyboardslinga och Charlie Burchills gitarriff. Sångaren Jim Kerr har betecknat Promised You a Miracle som gruppens första renodlade poplåt. Det är den enda av gruppens låtar där Kenny Hyslop spelar trummor.
En liveversion från albumet Live in the City of Light utgavs 1987.

## Utgåvor
7"-singel Virgin VS 448
1. "Promised You A Miracle" - 3:59
2. "Theme For Great Cities" - 5:50

12" singel Virgin VS 488-12
1. "Promised You A Miracle" (Extended) - 4:49
2. "Themes For Great Cities" - 5:50
3. "Seeing Out The Angel" (Instrumental) - 6:32